# Löffinger Muschelkalkhochland
Das FFH-Gebiet Löffinger Muschelkalkhochland in Baden-Württemberg wurde 2005 durch das Regierungspräsidium Freiburg angemeldet. Mit Verordnung des Regierungspräsidiums Freiburg zur Festlegung der Gebiete von gemeinschaftlicher Bedeutung vom 25. Oktober 2018 (in Kraft getreten am 11. Januar 2019) wurde das Schutzgebiet ausgewiesen.

## Lage
Das 4,7 km² große Schutzgebiet Löffinger Muschelkalkhochland liegt in den Naturräumen Alb-Wutach-Gebiet, Südöstlicher Schwarzwald und Hochschwarzwald. Es liegt vollständig im Landkreis Breisgau-Hochschwarzwald mit den Gemeinden Löffingen und Friedenweiler.

## Beschreibung
Das Gebiet zeichnet sich insbesondere durch großflächige Magerrasen-Feldhecken-Komplexe im Bereich des Oberen Muschelkalks und Feuchtbiotopkomplexe im Bereich des Mittleren und Unteren Muschelkalks aus.

## Schutzzweck

### Lebensraumtypen
Folgende Lebensraumtypen nach Anhang I der FFH-Richtlinie kommen im Gebiet vor:
| EU Code | * | Lebensraumtyp (offizielle Bezeichnung)                                                                                             | Kurzbezeichnung                              |
| ------- | - | --- | -------------------------------------------- |
| 3150    |   | Natürliche eutrophe Seen mit einer Vegetation des Magnopotamions oder Hydrocharitions                                              | Natürliche nährstoffreiche Seen              |
| 3160    |   | Dystrophe Seen und Teiche | Dystrophe Seen                               |
| 3260    |   | Flüsse der planaren bis montanen Stufe mit Vegetation des Ranunculion fluitantis und des Callitricho-Batrachion                    | Fließgewässer mit flutender Wasservegetation |
| 6210    | * | Naturnahe Kalk-Trockenrasen und deren Verbuschungsstadien (Festuco-Brometalia) (*besondere Bestände mit bemerkenswerten Orchideen) | Kalk-Magerrasen – orchideenreiche Bestände*  |
| 6430    |   | Feuchte Hochstaudenfluren der planaren und montanen bis alpinen Stufe                                                              | Feuchte Hochstaudenfluren                    |
| 6510    |   | Magere Flachland-Mähwiesen (Alopecurus pratensis, Sanguisorba officinalis)                                                         | Magere Flachland-Mähwiesen                   |
| 6520    |   | Berg-Mähwiesen | Berg-Mähwiesen                               |
| 7230    |   | Kalkreiche Niedermoore | Kalkreiche Niedermoore                       |
| 91E0    | * | Auen-Wälder mit Alnus glutinosa und Fraxinus excelsior (Alno-Padion, Alnion incanae, Salicion albae)                               | Auenwälder mit Erle, Esche, Weide            |

### Arteninventar
Folgende Arten von gemeinschaftlichem Interesse sind für das Gebiet gemeldet:
| Bild         | EU Code | * | Art          | wissenschaftlicher Name | Artengruppe           |
| ------------ | ------- | - | ------------ | ----------------------- | --------------------- |
| Bachneunauge | 1096    |   | Bachneunauge | Lampetra planeri        | Fische und Rundmäuler |
| Groppe       | 1163    |   | Groppe       | Cottus gobio            | Fische und Rundmäuler |

### Zusammenhängende Schutzgebiete
Folgende Naturschutzgebiete liegen ganz oder teilweise innerhalb des FFH-Gebiets:
- Ochsenberg-Litzelstetten
- Rötenbacher Wiesen